# Afzelia bracteata
Espèce
Afzelia bracteata est une espèce de plantes à fleurs dicotylédones de la famille des Fabaceae, sous-famille des Caesalpinioideae, originaire d'Afrique tropicale. 
Ce sont des arbres pouvant atteindre 25 mètres de haut, dont le bois est exploité comme bois d'œuvre.